# Simandro

Simandro

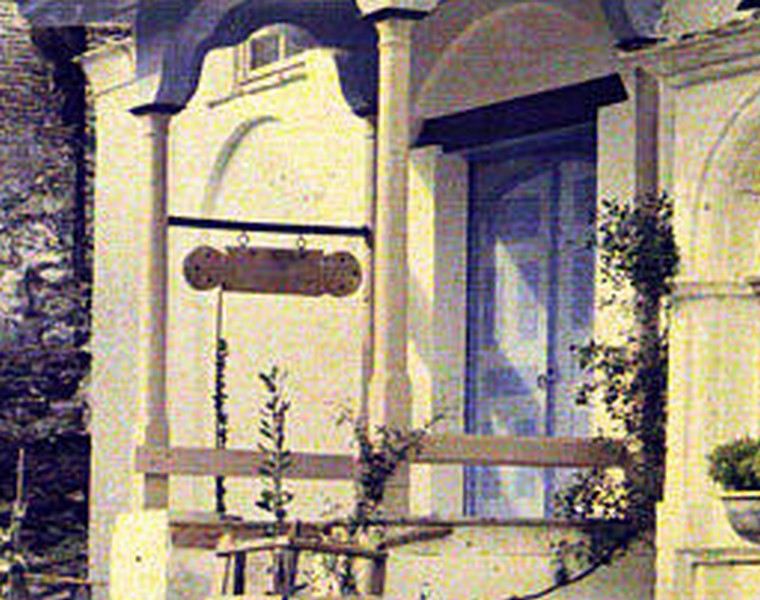
Simandre de Koutloumousiou.
Autochrome de Fernand Cuville.

 Il simandro è uno strumento a percussione utilizzato fino al X secolo nell'area dell'Impero bizantino, costituito da una tavola di legno o di metallo, appesa, che veniva percossa per produrre un suono da richiamo, ancora in uso in alcuni monasteri ortodossi.